# كريس هوارد (لاعب كرة قاعدة)
كريس هوارد (بالإنجليزية: Chris Howard)‏ هو لاعب كرة قاعدة أمريكي، ولد في 27 فبراير 1966 في سان دييغو في الولايات المتحدة.

## وصلات خارجية
- كريس هوارد على موقعبيزبول رفرنس.كوم (الدوري الرئيسي) (الإنجليزية)
- كريس هوارد على موقعبيزبول رفرنس.كوم (الدوري الثانوي) (الإنجليزية)